# 李傑 (台湾)
李 傑（り けつ、1940年〈民国29年〉6月6日 - ）は中華民国（台湾）の軍人。一級上将。中華民国海軍司令、国防部長を歴任した。

## 経歴
1963年、中華民国海軍官学校を卒業後、海軍に入隊した。1981年に海軍参謀大学に入学し、1990年にはアメリカ海軍の海軍戦略大学に入学しさらなる研鑽を積んだ。この間、潜水艦「海獅」の兵器長、副長を務め、1980年代には駆逐艦の艦長や第226戦隊、第256戦隊の戦隊長を務めた。
アメリカ海軍の海軍戦略学校での研修修了後、再び海軍に戻り、海軍総司令部参謀長、海軍艦隊司令部司令、海軍総司令部副総司令、海軍総司令部副参謀総長などを歴任した。1999年には海軍総司令部総司令に就任した。2002年、一級上将に昇任するとともに、国防部参謀総長に就任した。
民主進歩党政権時代の2004年5月、中国国民党籍ながら国防部長に就任し、中華民国国軍における2番目の栄誉である青天白日勲章を受章した。2007年3月、民進党政権が軍施設などから蔣介石の銅像を撤去しようとしたことに同意し、国民党から「軍の倫理を乱し、権勢者に尻尾を振った」として除名された。国民党から民進党の内閣に入閣し、除名処分に遭ったのは、林信義元経済部長以来2人目だった。
| 先代湯曜明 | 国防部長2004年 - 2007年 | 次代李天羽 |